# Ibn Idhari
Ibn ‘Iḏârî, al secolo Abū al-Abbas Ahmad ibn Muhammad ibn Idhāri al-Marrākushi (in arabo أبو العباس أحمد ابن عذاري المراكشي‎?; fl. XIII-XIV secolo), è stato uno scrittore marocchino vissuto tra il fine del XIII secolo e l'inizio del XIV, in epoca merinide.
Ibn ‘Iḏârî scrisse nel 1312 il Al-Bayan al-Mughrib, un'importante opera storico-geografica medievale sul Magreb e la Penisola iberica.
Al-Bayan al-Mughrib è particolarmente importante in quanto costituisce l'unica fonte storica del periodo anche per i riferimenti e gli estratti che fa di altre opere andate perdute.
Si conosce poco della vita di Ibn Idhari tranne il fatto che nacque in Al-Andalus e visse a Marrakech.
Storiograficamente, Ibn ‘Iḏârî rientra nella Scuola contrariformista berbera, il cui obiettivo principale era giustificare il dominio berbero in Al-Andalus dopo la dominazione visigota. 